# Acronicta quinquedentata
Acronicta quinquedentata là một loài bướm đêm trong họ Noctuidae.